# Hostiles
Hostiles – amerykański western filmowy z 2017 roku w reżyserii Scotta Coopera, oparty na historii autorstwa Donalda E. Stewarta. W filmie zagrali, m.in. Christian Bale, Rosamund Pike, Wes Studi, Ben Foster, Stephen Lang, Jesse Plemons, Rory Cochrane, Adam Beach, Q’orianka Kilcher i Timothée Chalamet. Głównym bohaterem Hostiles jest kapitan amerykańskiej armii, Joseph J. Blocker, któremu władze amerykańskie powierzyły zadanie eskortowania wodza Szejenów, Żółtego Jastrzębia, i jego rodziny, na rdzenne tereny plemienia położone w Montanie.
Film miał światową premierę 2 września 2017 roku podczas Telluride Film Festival, od 22 grudnia Entertainment Studios postanowiło wyświetlać Hostiles w ograniczonej dystrybucji w Stanach Zjednoczonych, po czym od 26 stycznia 2018 roku obraz był pokazywany szerszej publiczności. Produkcja otrzymała przeważnie pozytywne recenzje.

## Fabuła
Akcja filmu rozgrywa się w 1892 roku. Wesley Quaid oraz jego rodzina zostają zaatakowani przez Komanczów. Osadnik i troje jego dzieci giną, przeżyć udaje się jedynie żonie mężczyzny, Rosalee, która ukrywa się przed napastnikami w niewielkim zagłębieniu, znajdującym się w pobliskim lesie.
W tym samym czasie kapitan Joseph Blocker kończy udaną obławę na uciekającą rodzinę Apaczów i odstawia ją do Fortu Berringer (Nowy Meksyk). W biurze pułkownika Abrahama Biggsa otrzymuje ostatnie rozkazy przed odejściem na emeryturę. Prezydent Stanów Zjednoczonych poleca mu konwojować umierającego szejeńskiego wodza, Żółtego Jastrzębia, razem z jego rodziną, na rdzenne tereny plemienia położone w Montanie. Oficer niechętnie przyjmuje zadanie pod groźbą stanięcia przed sądem wojskowym i utratą pensji emerytalnej. Blocker nie zapomina indiańskiemu wodzowi tego, że dowodzone przez niego plemię było odpowiedzialne za brutalną śmierć wielu z jego przyjaciół i towarzyszy broni podczas kampanii wojskowych Amerykanów przeciwko Indianom Wielkich Równin. Oddział eskortujący pod wodzą Blockera tworzą: jego zaufany stary przyjaciel, sierżant Thomas Metz, adiutant, kapral Henry Woodson, obiecujący nowicjusz, porucznik Rudy Kidder (absolwent West Point) oraz, mówiący po francusku rekrut, szeregowy Philippe DeJardin.
Krótko po wyjeździe z Fortu Berringer Blocker nakazuje swoim podwładnym zakucie w kajdany indiańskiego wodza oraz jego syna. W trakcie przemarszu grupa natrafia na zwęglony dom Quaidów i gospodarza przeszytego strzałami. Wewnątrz domu znajdują Rosalee i jej troje „śpiących” dzieci. Początkowo kobieta jest wrogo nastawiona do rodziny Szejenów z powodu niedawnej tragedii, ale zgadza się spać w obozie, równocześnie z pomocą żołnierzy chowa męża i córki. Już w pierwszym dniu spotyka się z życzliwością Indian. Wkrótce potem kompania zostaje zaskoczona atakiem Komanczów, którzy zabijają DeJardina i ciężko ranią Woodsona. Po ataku Żółty Jastrząb podejmuje starania, aby przekonać Blockera, że w interesie wszystkich leży uwolnienie jego i jego rodziny. Następnego dnia eskorta odkrywa zwłoki członków bandy Komanczów, którzy zdołali oddalić się po napadzie. Blocker wnioskuje że to Żółty Jastrząb i Czarny Jastrząb zabili ich z pomocą Metza, który pozwolił im opuścić obóz nocą.
W czasie postoju w Forcie Winslow w Kolorado kapitan Woodson zostaje przyjęty do szpitala, natomiast Rosalee postanawia zatrzymać się u rodziny jednego z amerykańskich oficerów do czasu świąt Bożego Narodzenia, kiedy to udałaby się w dalszą podróż pociągiem. Blocker zostaje poproszony o zabranie swojego dawnego podwładnego, sierżanta Charlesa Willsa, który zabił rodzinę siekierą. Zhańbiony oficer miał zostać postawiony przed sądem wojskowym w forcie, z którego zdezerterował. Kapral Tommy Thomas i sierżant Malloy dołączyli do kompanii Blockera, aby pilnować Willsa. Mimo udzielonej gościny Rosalee zdecydowała się ostatecznie kontynuować podróż z Blockerem. Pewnej nocy kobiety, które myły naczynia w strumieniu niedaleko obozu, zostają uprowadzone przez trzech handlarzy futrami. Żołnierze, wspomagani przez Żółtego i Czarnego Jastrzębia, znajdują kupców, zabijają ich i ratują kobiety; w czasie wyprawy ginie sierżant Malloy. Podczas ulewy Wills symuluje chorobę, a gdy niepodejrzewający niczego Kidder rozwiązuje łańcuchy, ciężko go rani i ucieka, ale nie jest ścigany przez oddział. Wkrótce Kidder umiera od poniesionej rany. Metz samotnie śledzi i zabija Willsa, a następnie popełnia samobójstwo, w wyniku stresu i poczucia winy za niepotrzebną śmierć wielu Indian podczas wojen, w których uczestniczył. Blocker i Żółty Jastrząb zawierają zgodę, przepraszając za wszystkie szkody, które wyrządzili sobie nawzajem.
Przybywszy na rdzenne ziemie Szejenów, schorowany Żółty Jastrząb umiera i zostaje pochowany przez oddział. Niedługo po ceremonii pogrzebowej przybywają Cyrus Lounde i jego trzej synowie, twierdząc, że są właścicielami ziemi i każą grupie Blockera zabrać ciało wodza i wynieść się z ich własności. Mimo powoływania się przez Blockera na rozkaz prezydenta, Lounde pozostaje nieugięty. W wyniku konfliktu rozpoczyna się strzelanina, z której cało wychodzą jedynie Blocker, Quaid i wnuk Żółtego Jastrzębia, Mały Niedźwiedź. W końcowej scenie Rosalee i młody Indianin niechętnie wsiadają do pociągu do Chicago, bez kapitana, który żegnał ich na peronie. Blocker zmienia jednak zdanie w ostatniej chwili, wskakuje na tył pociągu i wchodzi do przedziału.

## Obsada

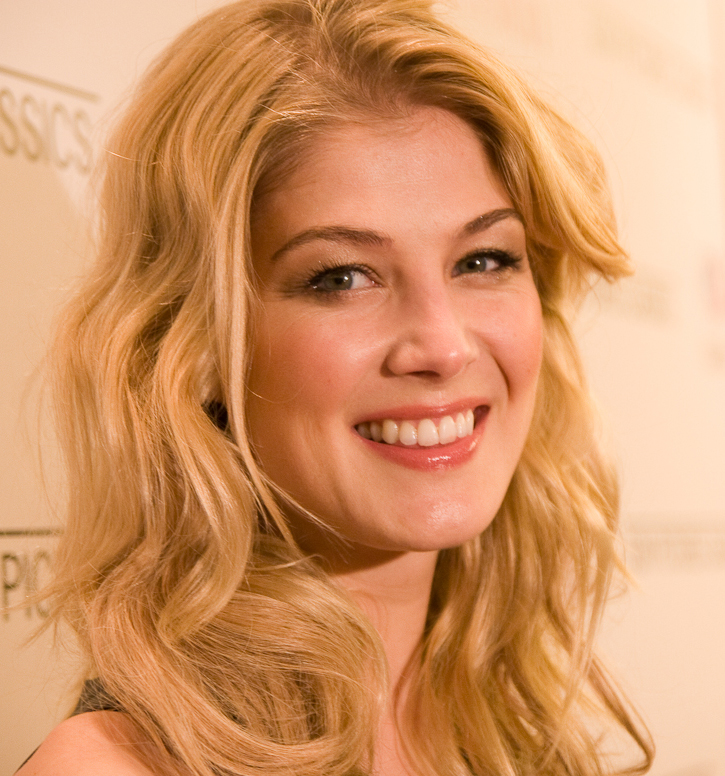
Rosamund Pike

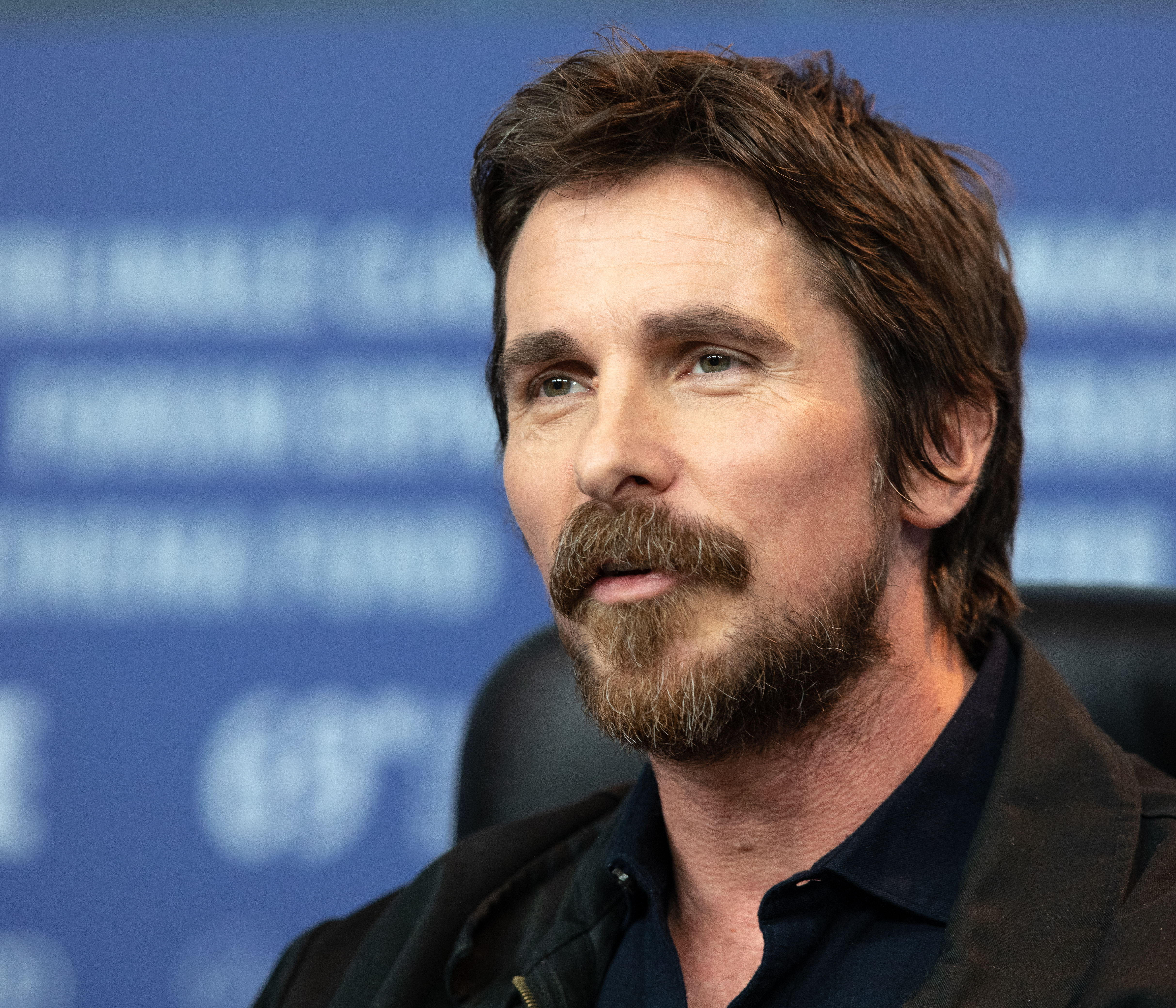
Christian Bale

Zestawienie zostało przygotowane na podstawie źródła:
- Christian Bale – kapitan Joseph J. Blocker
- Rosamund Pike – Rosalee Quaid
- Wes Studi – Żółty Jastrząb, wódz Szejenów
- Jesse Plemons – porucznik Rudy Kidder
- Adam Beach – Czarny Jastrząb, syn Żółtego Jastrzębia i mąż Kobiety Łoś
- Rory Cochrane – sierżant Thomas Metz
- Peter Mullan – porucznik Colonel Ross McCowan
- Scott Wilson – Cyrus Lounde
- Paul Anderson – kapral Tommy Thomas
- Timothée Chalamet – szeregowy Philippe DeJardin
- Ben Foster – sierżant Charles Wills
- Jonathan Majors – kapral Henry Woodson
- John Benjamin Hickey – kapitan Royce Tolan
- Q’orianka Kilcher – Kobieta Łoś
- Tanaya Beatty – Żyjąca Kobieta
- Stephen Lang – pułkownik Abraham Biggs
- Bill Camp – Jeremiah Wilks
- Scott Shepherd – Wesley Quaid
- Ryan Bingham – sierżant Paul Malloy
- Robyn Malcolm – Minnie McCowan
- Xavier Horsechief – Mały Niedźwiedź

## Produkcja

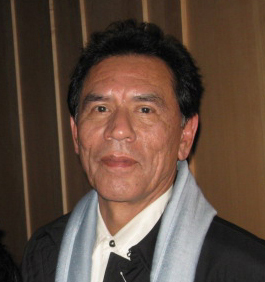
Wes Studi

Projekt został ogłoszony w lutym 2016 roku. Scott Cooper miał wyreżyserować film, a w roli głównej obsadzono Christiana Bale’a. W marcu tego roku do obsady dołączyła Rosamund Pike, ogłoszono również, że produkcja dzieła rozpocznie się w lipcu tego samego roku. Zdjęcia realizowano w Santa Fe. Ryan Bingham, który również zagrał w filmie, napisał i wykonał How Shall A Sparrow Fly na potrzeby ścieżki dźwiękowej. Max Richter skomponował partyturę do filmu, która została wydana przez Deutsche Grammophon.

## Premiera i wydanie
Pierwszy pokaz Hostiles odbył się 2 września 2017 roku podczas Telluride Film Festival. Był również wyświetlany osiem dni później na Toronto International Film Festival. Wkrótce potem Entertainment Studios nabyło prawo dystrybucji filmu na terenie Stanów Zjednoczonych. Od 22 grudnia wyświetlano produkcję w ograniczonej liczbie kin w kraju, po czym 26 stycznia 2018 roku była udostępniona szerszej publiczności.
Film został wydany 24 kwietnia 2018 roku na DVD i Blu-ray.

## Odbiór

### Box office
Budżet filmu wyniósł 39 milionów dolarów. W Stanach Zjednoczonych zarobił w sumie 29,8 miliona dolarów, a w pozostałych krajach 5,6 miliona dolarów.

### Krytyka w mediach
W serwisie Rotten Tomatoes 71% spośród 206 recenzji jest pozytywne, a średnia ważona ocen wystawionych na ich podstawie wyniosła 6,74/10. W ogólnej opinii zamieszczonej na stronie można przeczytać, iż „Hostiles zyskują dzięki oszałamiającym efektom wizualnym i solidnemu pierwszoplanowemu występowi Christiana Bale’a, które pomagają podnieść nierówną historię filmu”. Na portalu Metacritic film otrzymał od recenzentów 65 punktów na 100 możliwych na podstawie 41 recenzji, sygnalizując „ogólnie pozytywne opinie”.
Dawid Myśliwiec z portalu Film.org.pl w podsumowaniu swojej recenzji napisał: „Hostiles to doskonale zagrana, sfotografowana i napisana przypowieść o nawróceniu w mrocznych czasach. Wypada żałować, że takie dzieła – bezkompromisowe, z charakterem i świetną historią – nie trafiają do naszych kin. Najnowszy film Scotta Coopera podzielił los Zrodzonego w ogniu (2013), jednego z poprzednich tytułów w jego dorobku, i dołączył do grupy znakomitych tytułów, których polscy widzowie – jak na razie – nie mogą obejrzeć w oficjalnym obiegu”.
Większość niepochlebnych opinii o filmie jest skierowana pod adresem Scotta Coopera. William Bibbiani z IGN skrytykował reżysera za marnowanie talentu swoich aktorów i operatora filmowego w „schematycznej historii z dość oczywistym przesłaniem o tym, jak trudno jest być nikczemnym dla ludzi po zapoznaniu się z nimi”. Kontynuując, dodał, że „Scott Cooper kręcił Hostiles z myślą o wielkości, ale materiał po prostu nie był wystarczająco głęboki, by uzasadnić podniosłą prezentację. Nie jest zabawny, nie jest pouczający, nie jest nawet skomplikowany. Jest przede wszystkim porażką”.
Krajowy Kongres Indian Amerykańskich (NCAI) pochwalił Hostiles za „autentyczne przedstawienie rdzennych Amerykanów” i precyzyjną interpretację języków autochtonicznej ludności.

## Nagrody i nominacje
| Rok  | Ceremonia                      | Kategoria                                | Nominacja     | Rezultat  | Przypis |
| ---- | ------------------------------ | ---------------------------------------- | ------------- | --------- | ------- |
| 2017 | San Diego Film Critics Society | Najlepsze kostiumy                       | Jenny Eagan   | Nominacja | [ 20 ]  |
| 2018 | Saturn Awards                  | Najlepszy film akcji/przygodowy/thriller | Hostiles      | Nominacja | [ 21 ]  |
| 2018 | Saturn Awards                  | Najlepsza aktorka                        | Rosamund Pike | Nominacja | [ 21 ]  |